# Dystrykt Tando Muhammad Khan
Dystrykt Tando Muhammad Khan (urdu: ضلع ٹنڈو محمد خان) – dystrykt w południowym Pakistanie w prowincji Sindh. Siedzibą administracyjną dystryktu jest Tando Muhammad Khan.
Dystrykt powstał w 2005 roku.